# Elezioni comunali in Sardegna del 2023
Le elezioni comunali in Sardegna del 2023 si sono svolte il 28 e 29 maggio (con ballottaggio l'11 e 12 giugno).

## Riepilogo sindaci eletti
| Provincia    | Comune   | Sindaco uscente | Sindaco uscente      | Sindaco eletto | Sindaco eletto     | Primo turno | Primo turno | Secondo turno | Secondo turno | Seggi   |
| Provincia    | Comune   | Sindaco uscente | Sindaco uscente      | Sindaco eletto | Sindaco eletto     | Voti        | %           | Voti          | %             | Seggi   |
| ------------ | -------- | --------------- | -------------------- | -------------- | ------------------ | ----------- | ----------- | ------------- | ------------- | ------- |
| Cagliari     | Assemini |                 | Bruno Carcangiu (CP) |                | Mario Puddu (Ind.) | 3.896       | 37,79       | 4.284         | 56,21         | 15 / 24 |
| Sud Sardegna | Iglesias |                 | Mauro Usai (PD)      |                | Mauro Usai (PD)    | 10.817      | 73,55       | —             | —             | 18 / 24 |

## Città metropolitana di Cagliari

### Assemini
| Candidati                     | Candidati              | II turno             | II turno      | I turno | I turno | Liste               | Voti  | %     | Seggi |
| Candidati                     | Candidati              | Voti                 | %             | Voti    | %       | Liste               | Voti  | %     | Seggi |
| ----------------------------- | ---------------------- | -------------------- | ------------- | ------- | ------- | ------------------- | ----- | ----- | ----- |
|                               | Mario Puddu ✔️ Sindaco | 4 284                | 56,21         | 3 896   | 37,79   | Mario Puddu Sindaco | 2 098 | 21,67 | 9     |
| Riformatori Sardi             | Mario Puddu ✔️ Sindaco | 4 284                | 56,21         | 3 896   | 37,79   | 744                 | 7,68  | 3     |       |
| Unione di Centro              | Mario Puddu ✔️ Sindaco | 4 284                | 56,21         | 3 896   | 37,79   | 651                 | 6,72  | 2     |       |
| Sardegna 20Venti              | Mario Puddu ✔️ Sindaco | 4 284                | 56,21         | 3 896   | 37,79   | 218                 | 2,25  | 1     |       |
|                               | Diego Corrias          | 3 337                | 43,79         | 3 211   | 31,15   | Movimento 5 Stelle  | 1 145 | 11,83 | 3     |
| Partito Democratico           | Diego Corrias          | 3 337                | 43,79         | 3 211   | 31,15   | 1 123               | 11,60 | 3     |       |
| Assemini va avanti            | Diego Corrias          | 3 337                | 43,79         | 3 211   | 31,15   | 458                 | 4,73  | –     |       |
| Partito Socialista Italiano   | Diego Corrias          | 3 337                | 43,79         | 3 211   | 31,15   | 300                 | 3,10  | –     |       |
| Seggio di coalizione          | Seggio di coalizione   | Seggio di coalizione | 43,79         | 3 211   | 31,15   | 1                   |       |       |       |
|                               | Niside Muscas          | Niside Muscas        | Niside Muscas | 3 202   | 31,06   | Fratelli d'Italia   | 1 598 | 16,50 | 2     |
| Forza Italia                  | Niside Muscas          | Niside Muscas        | Niside Muscas | 3 202   | 31,06   | 1 099               | 11,35 | 1     |       |
| Lega                          | Niside Muscas          | Niside Muscas        | Niside Muscas | 3 202   | 31,06   | 248                 | 2,56  | –     |       |
| Seggio di coalizione          | Seggio di coalizione   | Seggio di coalizione | Niside Muscas | 3 202   | 31,06   | 1                   |       |       |       |
| Totale                        | Totale                 | 7 621                | 100           | 10 309  | 100     |                     | 9 682 | 100   | 24    |
|                               |                        |                      |               |         |         |                     |       |       |       |
| Fonte: Ministero dell'interno |                        |                      |               |         |         |                     |       |       |       |

## Provincia del Sud Sardegna

### Iglesias
|                               | Mauro Usai ✔️ Sindaco | 10 817               | 73,55 | Mauro Usai Sindaco        | 4 112  | 28,77 | 8  |  |  |
| Partito Democratico           | Mauro Usai ✔️ Sindaco | 10 817               | 73,55 | 2 710                     | 18,96  | 5     |    |  |  |
| Uniti per Iglesias            | Mauro Usai ✔️ Sindaco | 10 817               | 73,55 | 1 446                     | 10,12  | 2     |    |  |  |
| Iglesias progressista         | Mauro Usai ✔️ Sindaco | 10 817               | 73,55 | 1 052                     | 7,36   | 2     |    |  |  |
| Progetto per Iglesias         | Mauro Usai ✔️ Sindaco | 10 817               | 73,55 | 484                       | 3,39   | 1     |    |  |  |
| Idea Sardegna                 | Mauro Usai ✔️ Sindaco | 10 817               | 73,55 | 422                       | 2,95   | –     |    |  |  |
| Sinistra Autonomia Socialismo | Mauro Usai ✔️ Sindaco | 10 817               | 73,55 | 288                       | 2,02   | –     |    |  |  |
|                               | Giuseppe Pes          | 3 059                | 20,80 | Beppe Pes Sindaco Insieme | 1 086  | 7,60  | 2  |  |  |
| Centro Popolare               | Giuseppe Pes          | 3 059                | 20,80 | 791                       | 5,53   | 1     |    |  |  |
| Nuova Iglesias                | Giuseppe Pes          | 3 059                | 20,80 | 689                       | 4,82   | 1     |    |  |  |
| Movimento Civico Iglesias     | Giuseppe Pes          | 3 059                | 20,80 | 406                       | 2,84   | –     |    |  |  |
| Seggio di coalizione          | Seggio di coalizione  | Seggio di coalizione | 20,80 | 1                         |        |       |    |  |  |
|                               | Luigi Biggio          | 831                  | 5,65  | Fratelli d'Italia         | 805    | 5,63  | –  |  |  |
| Seggio di coalizione          | Seggio di coalizione  | Seggio di coalizione | 5,65  | 1                         |        |       |    |  |  |
| Totale                        | Totale                | 14 707               | 100   |                           | 14 291 | 100   | 24 |  |  |
|                               |                       |                      |       |                           |        |       |    |  |  |
| Fonte: Ministero dell'interno |                       |                      |       |                           |        |       |    |  |  |